# Alef (labdarúgó)
Alef dos Santos Saldanha (Nova Odessa, São Paulo, 1995. január 28. –)  brazil utánpótlás-válogatott labdarúgó, aki a brazil São Bernardo Futebol Clube középpályása.

## Pályafutása

### Klubcsapatokban
Alef a brazil Ponte Preta csapatában kezdte felnőtt labdarúgó-pályafutását. 2015-ben leigazolta őt a portugál élvonalbeli Braga csapata, amelynek 2020-ig volt a labdarúgója; az első csapatban egyetlen bajnoki mérkőzésen lépett pályára, többnyire kölcsönben szerepelt (Umm Salal, Apóllon Lemeszú, AÉK, APÓEL). 2020 augusztusában szerződtette őt a magyar élvonalbeli MOL Fehérvár.

### A válogatottban
Tagja volt a 2015-ös U20-as labdarúgó-világbajnokságon ezüstérmet szerzett brazil válogatottnak.